# 유지훈 (배우)
유지훈(1977년 5월 13일 ~ )은 대한민국의 배우이다.

## 이력
2000년 연극배우 첫 데뷔하였다.

## 출연작

### 영화
- 《거칠마루》 (2005년) - 살인미소 역[2]

## 수상
- 2008년 용감한 시민상[3]